# Edmond De Schampheleer
Edmond De Schampheleer (Brussel, 21 juli 1824 – Sint-Jans-Molenbeek, 12 maart 1899) was een Belgisch realisme-landschapschilder en een graveur.

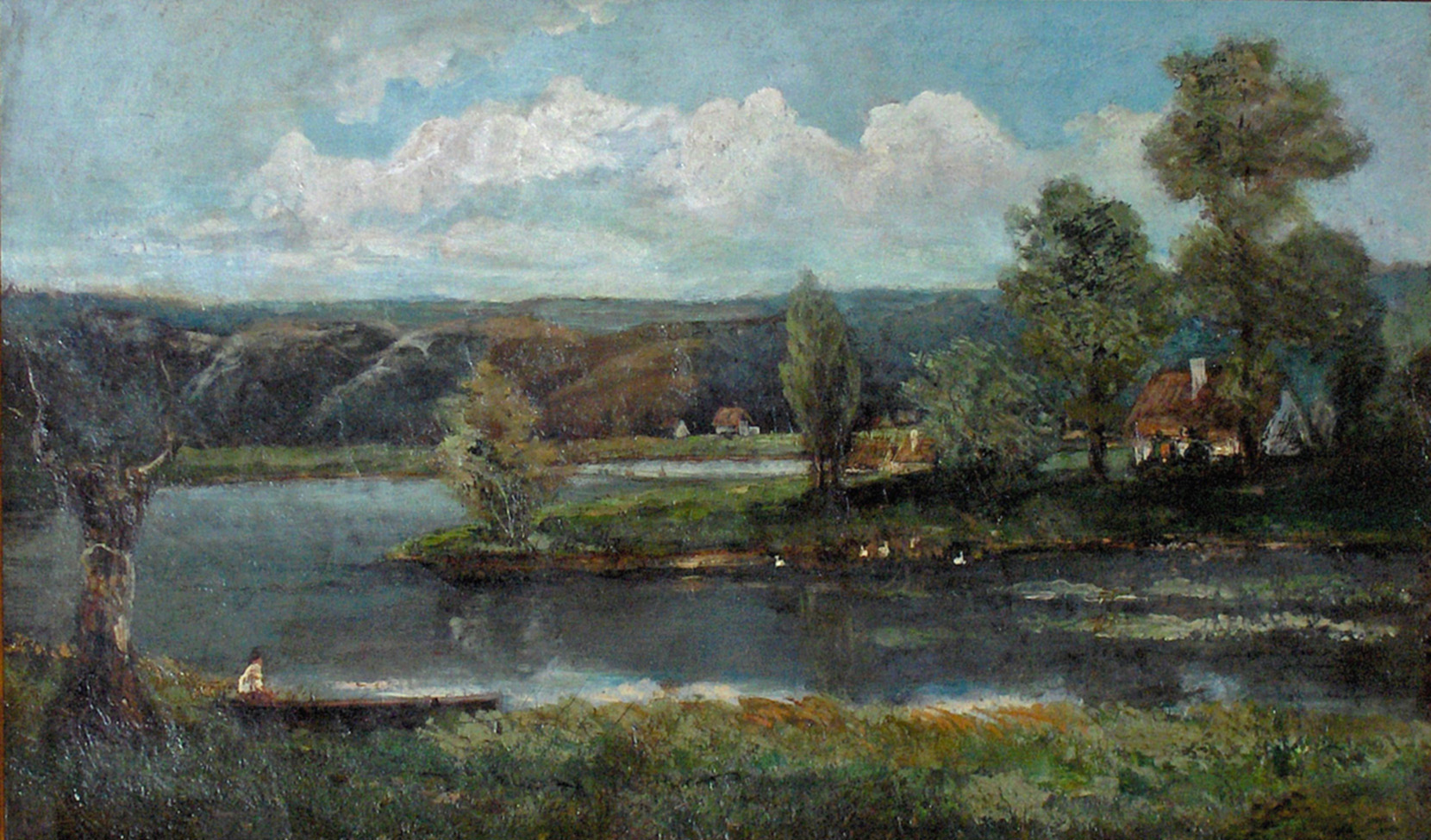
Rivierlandschap, rond 1899

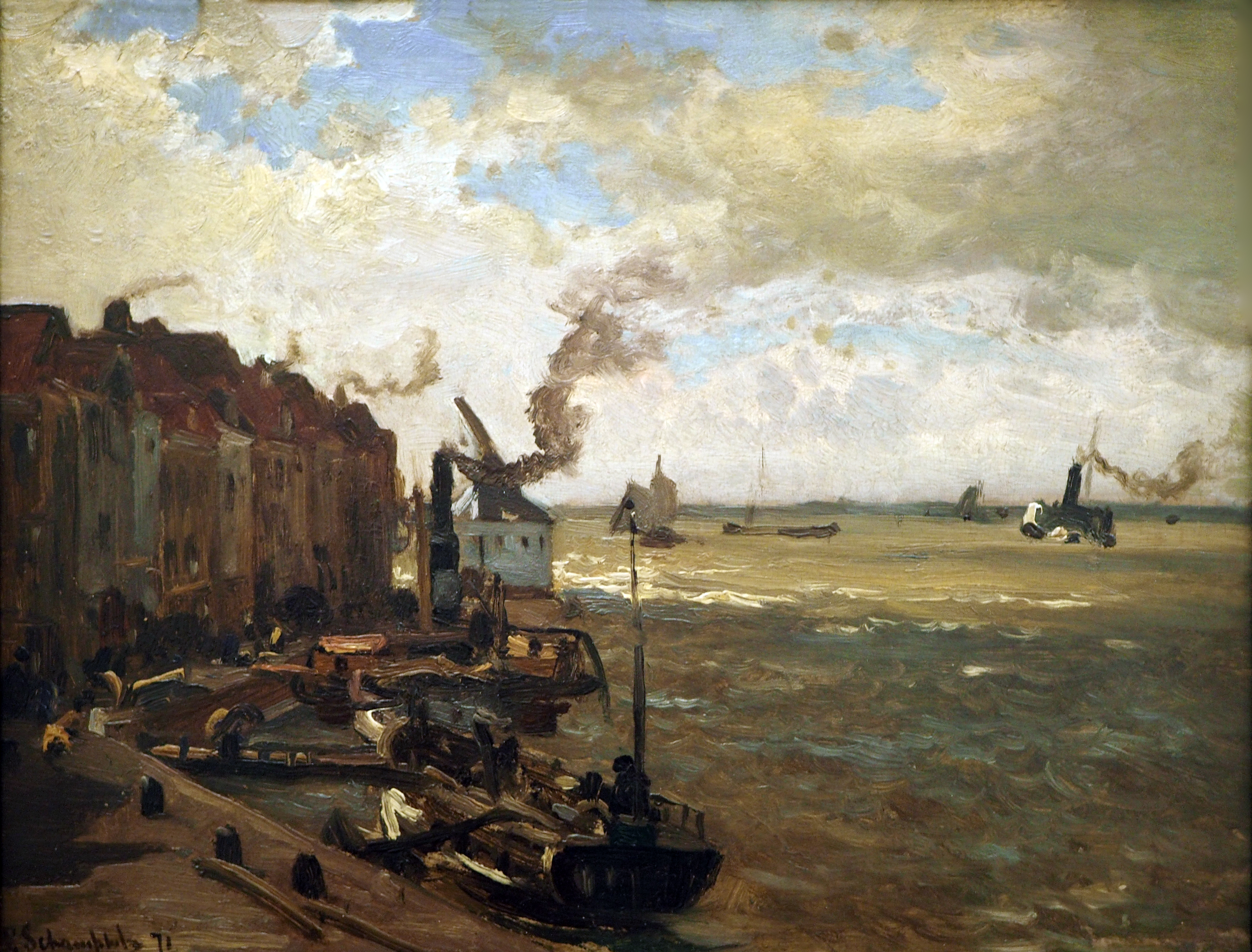
1871

## Levensloop
Na zijn opleiding bij Eugène-François de Block (1812-93) in Antwerpen profileerde De Schampheleer zich direct als landschapschilder. Hij wierp zich ook op als een overtuigd realist in dit genre: het objectief weergeven van het landschap, gezien vanuit een picturaal interessant standpunt. Zijn realisme trekt de lijn door die begint bij Théodore Fourmois (1814-72); we vinden er ook de principes van de Franse landschapschilders uit de zogenaamde School van Barbizon in terug. Dit alles impliceerde intensieve campagnes van schilderen in de open lucht, waarbij de plein-airstudies dienden als basismateriaal voor groter opgezette olieverfschilderijen die in het atelier ontstonden.
Zoals de meeste landschapschilders ondernam De Schampheleer enkele reizen die hem een heel motievengamma opleverden: Beieren (München), Nederland, Frankrijk, enz. Te Barbizon had hij contacten met de aldaar werkende paysagisten. Blijkens sommige titels van werken was hij ook te Oosterbeek in Gelderland; deze schilderachtige streek gold zowat als het Nederlandse equivalent voor Barbizon: ook hier kwamen veel landschapschilders werken en ontmoetten er elkaar. Hier ontwikkelde zich ook zijn visie gebaseerd op de zeventiende-eeuwse Nederlandse landschapschilderkunst. Hij kwam ook graag schilderen in het ongerepte heidelandschap in de omgeving van Genk, net als Théodore Baron, Théodore Fourmois, Alphonse Asselbergs, Edmond Tschaggeny en Franz Courtens. Ze worden daarom collectief soms gegroepeerd onder de naam Genkse School.
Wat zijn relaties met andere kunstenaars betreft, vermelden we zijn hechte vriendschap met de landschap- en dierenschilder Edmond De Pratere en het feit dat hij de leraar was van de schilderessen Cl. Van den Broeck en Euphrosine Beernaert. Het werk van L. Pulinckx is stilistisch nauw verwant aan dat van De Schampheleer.
Samen met Charles Degroux, Duwée, Félicien Rops, Camille van Camp en Otto Von Thoren illustreerde hij Contes Brabançons van Charles De Coster (houtgravuren van William Brown), 1861. Hij was eveneens één der illustrators van het boek Les Légendes Flamandes van Charles De Coster.
In 1869 werd hij ridder in de Leopoldsorde.

## Tentoonstellingen
Voor de promotie van zijn oeuvre was De Schampheleer zoals de meeste van zijn tijdgenoten praktisch volledig aangewezen op het uitgebreide systeem van groepssalons: de Driejaarlijkse Salons te Gent, Brussel en Antwerpen en de talrijke kleinschaligere initiatieven in provinciesteden.
Een bloemlezing uit zijn talrijke saloninzendingen leert ons meteen iets over zijn voorkeur bij de keuze van zijn motieven:
- Gezicht op het meer Thum in Tyrol (Tentoonstelling van Levende Meesters 1852, Amsterdam)
- Herinnering aan de vallei van Ramsau, Beieren (Antwerpen, 1852)
- De oevers van een rivier in Vlaanderen (Tentoonstelling van Levende Meesters 1856, Amsterdam)
- Een avond in de Dauphiné, De morgen. Landschap in Limburg en De oogst in Brabant (Tentoonstelling van Levende Meesters 1857, Den Haag)
- Landschap in de omstreken van Brussel in de maand juli en Een landschap in de Kempen, bij regenachtig weer (Tentoonstelling van Levende Meesters 1859, Den Haag)
- Zomeravond in de omgeving van Brussel en Hooitijd in Vlaanderen (Antwerpen, 1861)
- Zomeravond te Tielrode en Herfstavond te Oosterbeek (Brugge, 1866)
- Omstreken van Brussel (Vijver van Ter Hulpen) tegen het einde van oktober en Na de regen. Omstreken van Gouda (Tentoonstelling van Levende Meesters 1868, Amsterdam)
- Herfstavond. Omgeving van Dordrecht en Omgeving van Amsterdam (Gent, 1871)
- Nijmegen en de Waal (Antwerpen, 1873)
- Herinnering aan Gouda (Antwerpen, 1879)
- Overstroming van de IJzer en de Ieperlee en Een dam in de Polders. Holland (Kon. Verz.) (Brussel, 1881)
- De IJssel nabij Kampen (Gent; 1883)
- Op Terschelling (Gent, 1886)
- Moerassen nabij Nijmegen (Antwerpen, 1888)
- Omgeving van Amsterdam (Gent, 1889).
- Dorf Genck (Belgien)-Morgen (Verein Berliner Künstler. Internationale Kunstausstellung, 1891)
- Autumn Morning. Genck, Limbourg (Worlds Columbian Exposition Chicago, 1893)

## Musea
- Antwerpen, Kon. Museum voor Schone Kunsten: Herinnering aan Gouda (1878; aankoop 1879), Oogst, Herinnering aan de Zuiderzee (1867) (beide schilderijen zijn de laatste werken uit het Legaat Th. Wauters);
- Brussel, Kon. Musea voor Schone Kunsten van België: De Oude Rijn nabij Gouda;
- Brussel, Museum van Elsene;
- Genk, Emile Van Dorenmuseum: Ecluse à Genck (1887), Genck (1889) en Chaumière à Limbourg;
- Kortrijk, Museum voor Schone Kunsten: Omgeving van Dordrecht
- Luik: Storm. Omgeving van Amsterdam
- Londen, Victoria and Albert Museum: Gezicht op Dordrecht en de Maas
- Bergen (Mons), BAM (voorheen Musée des Beaux-Arts)
- Spa, Musée de la ville d’eau
- Brussel, Belfius Collectie (ex-Gemeentekrediet en ex-Dexia)

- Gemeinsame Normdatei: 174267797
- International Standard Name Identifier: 0000 0000 6792 2502
- RKD-Nederlands Instituut voor Kunstgeschiedenis: 20989
- Union List of Artist Names: 500042600
- Virtual International Authority File: 95959196
- WorldCat: E39PBJkdfjpxDhCKYFD8ffjXBP